# Ender's Game (filme)
Ender's Game (bra Ender's Game - O Jogo do Exterminador; prt O Jogo Final) é um filme estadunidense de 2013, dos gêneros ação, aventura e ficção científica, escrito e dirigido por Gavin Hood baseado no romance Ender's Game, de Orson Scott Card.
Protagonizado por Asa Butterfield como Andrew "Ender" Wiggin, o longa também conta com a participação de Hailee Steinfeld, Ben Kingsley, Viola Davis, Abigail Breslin e Harrison Ford. Em novembro de 2010, Card relatou que o enredo do filme teria elementos de Ender's Shadow.

## Elenco
- Asa Butterfield .... Ender Wiggin
- Harrison Ford .... Coronel Graff
- Ben Kingsley .... Mazer Rackham
- Abigail Breslin .... Valentine Wiggin
- Hailee Steinfeld .... Petra Arkanian
- Aramis Knight .... Bean
- Moises Arias .... Bonzo
- Jimmy Pinchak .... Peter Wiggin
- Suraj Parthasarathy .... Alai
- Conor Carroll .... Bernard
- Khylin Rhambo com Dink
- Brandon Soo Hoo .... Fly Molo
- Viola Davis .... Major Anderson
- Caleb J. Thaggard .... Stilson.
- Stevie Ray Dallimore .... John Paul Wiggin
- Andrea Powell .... Theresa Wiggin
- Nonso Anozie .... Sargento Dap

## Sinopse
Quando uma raça alienígena conhecida como Formics ataca a Terra, os humanos formam uma Esquadra Internacional com a missão de preparar uma nova geração de jovens e encontrar um sucessor do lendário Mazer Rackham (Ben Kingsley) para liderar um contra-ataque. Andrew "Ender" Wiggin (Asa Butterfield), uma criança tímida mas estrategicamente brilhante, é levado para a Escola de Combate, na órbita da Terra. Após facilmente derrotar seus adversários em jogos de guerra cada vez mais difíceis, ganhando respeito e admiração entre seus colegas, ele é levado pelo Coronel Graff (Harrison Ford) para estudar na Escola de Comando e ser treinado por um envelhecido Mazer Rackham para um dia liderar uma guerra que decidirá o futuro da raça humana.

## Produção

### Filmagens
As filmagens tiveram início em 27 de fevereiro de 2012, em Nova Orleães, Luisiana, nos Estados Unidos. Sua estreia no país ocorreu em 1º de novembro de 2013.

## Recepção
No site agregador de críticas Rotten Tomatoes, 61% das 189 resenhas dos críticos são positivas. O consenso diz: "Se ele não é tão instigante como o livro (...) ainda consegue oferecer um número louvável de boas atuações, solidamente escrito com emoções ficcionais".

## Controvérsias
O autor, Orson Scott Card, já foi um ativo militante contra os Direitos Civis dos Homosexuais, o que levou a GLAAD ("Gay & Lesbian Alliance Against Defamation", Aliança LGBT contra Difamação) a postar uma crítica, incitando o público a não consumir sua obra. Em Julho de 2013, o grupo "Geeks Out" lançou uma campanha para boicote do filme.
Mark Umbach, um especialista em relações públicas não associado com o filme, comentou que "há uma grande audiência LGBT na ficção científica, e ficará difícil para os fans distinguirem entre as opiniões de (Orson Scott) Card de seu trabalho."
Andy Lewis and Borys Kit, do jornal The Hollywood Reporter escreveram: "O novo escrutínio das visões de (Orson Scott) Card pode vir a ser um problema para um filme de 110 milhões de dólares que é o 'Jogo do Exterminador'. 
Em resposta ao possível boicote, Orson Scott Card fez um pronunciamento em Julho ao Entertainment Weekly: "O filme 'O Jogo do Exterminador' se passa mais de um século no futuro e não tem nada a ver com os problemas políticos que inclusive não existiam quando o livro foi escrito em 1984. Com o recente julgamento da Suprema Corte (Americana), o caso do casamento homossexual foi resolvido. A cláusula de separação entre Igreja e Estado da (nossa) Constituição irá, cedo ou tarde, forçar todo Estado Americano a reconhecer contratos de casamento celebrados em outro lugar. Será interessante ver os se os vitoriosos proponentes do Casamento Civil Homosexual demonstrarão tolerância com aqueles que discordaram deles quando a questão ainda estava em disputa." 
O produtor do filme, Roberto Orci respondeu ao Entertainment Weekly em Março que ele não estava a par das opiniões de Orson Scott Card quando ele topou fazer a adaptação do filme: "Não me ocorreu que eu deveria escrutinar o passado de ninguém". Ele disse também que "o filme deva ser julgado pela sua mensagem, não pelas crenças pessoais do autor original, que teve envolvimento mínimo com o filme". Lionsgate Entertainment lançou um comunicado distanciando-os de Card, dizendo "Como apoiadores de longa data da comunidade LGBT [...] nós obviamente não concordamos com a opinião pessoal de Orson Scott Card e da Organização Nacional para o Casamento",e que as opiniões de Card são "completamente irrelevantes" para a adaptação para o filme.
O ator Harrison Ford não considera as opiniões de Orson Scott Card um problema: "Eu estou a par de seus discursos e que ele admite que a questão do casamento gay é uma batalha que ele perdeu. Eu acho que nós todos devemos reconhecer que nós ganhamos. A humanidade ganhou. E penso que este é o fim da história."